# Péninsule de Stevns
La péninsule de Stevns (Stevns en danois) est une péninsule située à l'est de l'île de Seeland, dans la région de Sjælland, au Danemark. Elle est baignée au nord par la baie de Køge, qui appartient au détroit de l'Øresund (Cattégat), et au sud par la baie de Faxe (da), qui appartient à la mer Baltique.